# Roewe Jing
Pour les articles homonymes, voir Jing.
Le Roewe Jing est un SUV compact fastback produit par SAIC Motor sous la marque Roewe. Le véhicule a été dévoilé au salon de l'automobile de Shanghai en Chine en avril 2021.

## Aperçu

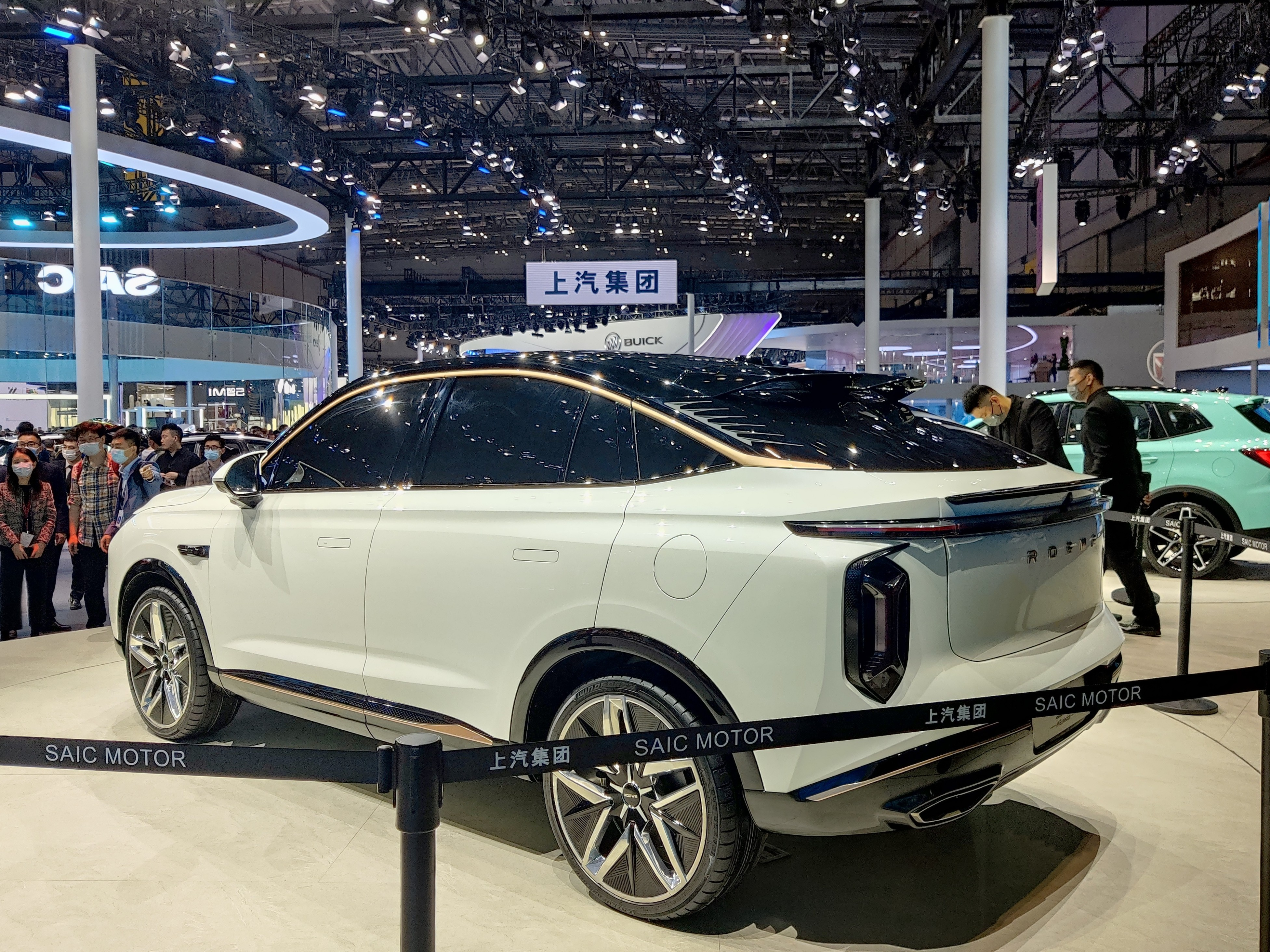
Roewe Whale (Jing), arrière

Le nom "Jing" signifie baleine, le carénage avant est rempli d'un motif ressemblant vaguement au système d'alimentation par filtre trouvé à l'intérieur de la bouche des baleines à fanons comme la baleine à bosse et la baleine bleue qui remplacent les grilles traditionnelles. En mars 2021, l'information de la révélation d'une version fastback du Roewe RX5 Max pour l'Auto Shanghai 2021 a éclaté et le véhicule serait construit sur la même plate-forme que le Roewe RX5 Max. Le groupe motopropulseur devrait également être partagé avec le RX5 Max, y compris le moteur quatre cylindres en ligne turbo de 1,5 litre et le moteur quatre cylindres en ligne turbo de 2,0 litres. Les options de transmission comprennent une boîte de vitesses manuelle à six vitesses, une boîte de vitesses automatique à six vitesses, une transmission à double embrayage à six vitesses.